# Сельское поселение Кабановка
Сельское поселение Кабановка — муниципальное образование в Кинель-Черкасском районе Самарской области.
Административный центр — село Кабановка.

## Административное устройство
В состав сельского поселения Кабановка входят:
- село Богородское,
- село Екатериновка,
- село Кабановка,
- село Сарбай.

### Упразднённые населённые пункты
Подлесный — упразднённый в 1992 году посёлок.